# Raphiscopa serrata
Raphiscopa serrata là một loài bướm đêm trong họ Noctuidae.